# Médoucine
Médoucine est un site web et une start-up créée par Solange Arnaud, qui référence des praticiens de médecines alternatives (pseudomédecines). 

## Histoire
Le site web Médoucine est une start-up créée en 2016 par Solange Arnaud, une ingénieure diplômée de l'École polytechnique et de l'Institut des sciences et industries du vivant et de l'environnement (aujourd'hui AgroParisTech),, qui a travaillé pendant 10 ans dans l'industrie pharmaceutique,. Son équipe s'installe à la station F en fin d'année 2017. En 2018, elle est retenue parmi les « 100 start-ups où investir » par le magazine Challenges. En 2018, elle s'étend à Lille.
En novembre 2021, Médoucine compte environ 2 000 praticiens et 25 000 prises de rendez-vous chaque mois.

## Services proposés
Le site web de Médoucine permet de prendre des rendez-vous chez des praticiens de « médecines douces », tels que des naturopathes, sophrologues et maîtres Reiki.
Médoucine propose aussi des formations en ligne, d'un coût de 1 290 à 1 490 € en 2021, promettant d'aider les praticiens à se professionnaliser, par exemple à développer et fidéliser leur clientèle. L'abonnement au site coûte 119 € par mois, en plus de 250 € de frais d'inscription.
Le site publie une enquête sur les consultations en « médecines douces » chaque année.

## Concurrents
Le site est souvent comparé à Doctolib,, ; d'après une enquête du magazine Challenges en 2022, Doctolib est devenu peu à peu une alternative à Médoucine, en référençant de plus en plus de professionnels des pseudo-médecines. Cependant, la controverse qui a éclaté en 2022 quant à la présence de naturopathes sur Doctolib pourrait les conduire à s'inscrire sur Médoucine.

## Controverse
La Miviludes a été saisie trois fois entre 2020 et 2021 concernant Médoucine. Selon le président de la section santé du Conseil national de l'Ordre des médecins, un certain nombre de praticiens référencés sur Médoucine pratiquent l'exercice illégal de la médecine, notamment ses pratiquants en iridologie qui posent des diagnostics médicaux. De plus, la présentation des pratiques proposée sur le site est orientée, présentant par exemple l'homéopathie comme efficace,. Bien qu'un avertissement figure sur le site web, les praticiens référencés sur Médoucine n'adressent pas automatiquement leur clientèle à un médecin en cas de problème de santé potentiellement grave, ce qui entraîne une perte de chance.
Il existe enfin des controverses en ce qui concerne la vérification du profil des praticiens qui s'inscrivent en ligne sur Médoucine.
En septembre 2022, Médoucine fait l'objet d'une injonction de la DDPP de Seine-et-Marne pour des « pratiques commerciales trompeuses » au sens de l'article L.121-2 du Code de la consommation. Les faits reprochés concernent la présence sur le site d'allégations laissant croire que l'acupuncture peut être pratiquée par d'autres professionnels que les médecins, les sages-femmes et les chirurgiens-dentistes ; et l'inscription sur le site de professionnels ne disposant pas des qualifications requises,,.